# Serie A 2025/2026
Soutěžní ročník Serie A 2025/2026 bude 124. ročník nejvyšší italské fotbalové ligy a 94. ročník od založení Serie A. Soutěž začne 23. srpna 2025 a skončí 24. května 2026. Účastní se jí opět 20 týmů, z toho 17 se kvalifikovalo z minulého ročníku. Poslední tři týmy předchozího ročníku, jimiž byly Empoli, Benátky a poslední tým ročníku - Monza, sestoupily do druhé ligy. Opačným směrem putovala Sassuolo (vítěz druhé ligy), Pisa a Cremonese, které po obsazení 4. místa v ligové tabulce zvítězil v play-off. Sassuolo se do nejvyšší ligy vrátilo po roce a Cremonese po dvou. Pisa se vrátilo po dlouhých 34 letech.

## Účastníci
| Klub       | Město     | Stadion                                 | Trenér               | Nejlepší střelec |
| ---------- | --------- | --------------------------------------- | -------------------- | ---------------- |
| Atalanta   | Bergamo   | Stadio Gewiss Stadium                   | Ivan Jurić           |                  |
| Boloňa     | Boloňa    | Stadio Renato Dall'Ara                  | Vincenzo Italiano    |                  |
| Cagliari   | Cagliari  | Unipol Domus                            | Fabio Pisacane       |                  |
| Como       | Como      | Stadio Giuseppe Sinigaglia              | Cesc Fàbregas        |                  |
| Cremonese  | Cremona   | Stadio Giovanni Zini                    | Davide Nicola        |                  |
| Fiorentina | Florencie | Stadio Artemio Franchi                  | Stefano Pioli        |                  |
| Inter      | Milán     | Stadio Giuseppe Meazza                  | Cristian Chivu       |                  |
| Janov      | Janov     | Stadio Luigi Ferraris                   | Patrick Vieira       |                  |
| Juventus   | Turín     | Allianz Stadium                         | Igor Tudor           |                  |
| Lazio      | Řím       | Stadio Olimpico                         | Maurizio Sarri       |                  |
| Lecce      | Lecce     | Stadio Via del Mare                     | Eusebio Di Francesco |                  |
| Milán      | Milán     | Stadio Giuseppe Meazza                  | Massimiliano Allegri |                  |
| Neapol     | Neapol    | Stadio Diego Armando Maradona           | Antonio Conte        |                  |
| Parma      | Parma     | Stadio Ennio Tardini                    | Carlos Cuesta        |                  |
| Pisa       | Pisa      | Stadio Arena Garibaldi-Romeo Anconetani | Alberto Gilardino    |                  |
| Řím        | Řím       | Stadio Olimpico                         | Gian Piero Gasperini |                  |
| Sassuolo   | Sassuolo  | Mapei Stadium - Città del Tricolore     | Fabio Grosso         |                  |
| Turín      | Turín     | Stadio Olimpico Grande Torino           | Marco Baroni         |                  |
| Udinese    | Udine     | Stadio Friuli                           | Kosta Runjaić        |                  |
| Verona     | Verona    | Stadio Marcantonio Bentegodi            | Paolo Zanetti        |                  |